# Eclytus abdominalis
Eclytus abdominalis là một loài tò vò trong họ Ichneumonidae.